# Kulaši
Kulaši (szerbül: Кулаши), település Bosznia-Hercegovinában, a Bosanska Krajina és a Bosanska Posavina közötti átmeneti területen, Prnjavor község területén, a Szerb Köztársaságban. 

## Fekvése
Bosznia-Hercegovina északi részén, Banja Lukától légvonalban 43, közúton 70 km-re keletre, községközpontjától légvonalban 12, közúton 15 km-re délkeletre, a Ljubić-hegység déli lábánál, az Ukrina-folyó déli partján és a tőle délre emelkedő hegyvidéken, a Čavka-hegység területén, 160-380 méteres tengerszint feletti magasságban fekszik. Itt folyik össze a Mala Ukrina és a Velika Ukrina folyó. Területén halad át a Doboj – Banja Luka vasútvonal. Főbb településrészei: Agatići, Čolići, Kulaši, Marići, Pavlovići és Vidovići.

## Népessége
| Nemzetiségi csoport | Népesség 1991 | Népesség 2013 |
| ------------------- | ------------- | ------------- |
| Szerb               | 366           | 436           |
| Bosnyák             | 5             | 1             |
| Horvát              | 786           | 41            |
| Jugoszláv           | 4             | 1             |
| Egyéb               | 73            | 17            |
| Összesen            | 1234          | 496           |

## Története
A régészeti leletek tanúsága szerint a település határa már az őskorban is sűrűn lakott terület volt. Az itt található Mala Gradina, a paleolitikumból (őskőkorszakból) származó régészeti lelőhely. A leletek szerszámok, elsősorban nagyméretű féldrágakődarabokból készült szerszámok. Az összes lelet közül a leghíresebb a bosznia-hercegovinai paleolitkori ember művészi alkotásának egy szép példája, egy vadkacsa fejéhez hasonló kőfigura. A figura eredetileg természetes alkotás volt, amelyen az ember az állathoz való hasonlóság fokozása érdekében éles tárggyal több vonalat vágott a szemnek megfelelő helyen. A paleolitikum képviselője ezeken a területeken a neandervölgyi ember volt. Több helyen kerültek elő őskori települések maradványai. Az egyik lelőhely országosan is a leggazdagabbak közé tartozik. A Luščić lelőhelyen az agyagos talajban 90 cm mélységig terjedő kultúrrétegben számos, depószerűen felhalmozott, megmunkált kovakövet találtak. Ugyancsak őskori település maradványait találták a Gaj, Krčevina, Kulaši és Velika Gradina lelőhelyeken.
Az itt feltörő víz gyógyító tulajdonságait a rómaiak kezdték használni, akik különösen nagyra értékelték a forró kénes vizeket, valamint más melegforrásokat. A nemesek, beteg és sebesült harcosok számára terápiás célú épületeket építettek, úszómedencékkel és fürdőkádakkal, amelyeket csodálatos mozaikokkal és szökőkutakkal díszítettek. Az a tény, hogy egész évben használták, és erre a célra padlócsöveket is szereltek, amelyeken keresztül meleg vizet engedtek a fűtéshez, a vizek felhasználásának magas kultuszáról beszél.
A római katolikus plébánia 1849. május 1-jén alakult Sivšától való elszakadással. 1885-ig önálló káplánság volt. Eleinte Popovićinak hívták, később kapta mai nevét. A Popovići plébánia már a 17. században említésre került. Ezen a területen a 14. és 15. században is plébánia működött. Valószínűleg itt állt Glaž település a ferences kolostorával és az 1334-ben már említett Szent Miklós templomával. Ukrina bal partján „Divice” nevű romok találhatók, ami annak a jele, hogy itt egykor valószínűleg klarisszák kolostora állt. A település középkori múltjáról mesél az itt található két késő középkori temető a jellegzetes stećak sírköveivel, melyek a kereszténység főáramlatának behódolni nem akaró, eredetileg Boszniában élő bogumilok díszesen faragott középkori sírkövei voltak.
Az első templom katolikus 1849-ben épült, valószínűleg fából, így 1884-1885 között újat építettek. A második világháború után javították, a helyreállítás 1957-ben fejeződött be. Az új, mai plébániatemplom 1973-tól 1986-ig épült, 1992-ben a bányászat következtében jelentősen megrongálódott, de később kijavították, és továbbra is ellátja eredeti rendeltetését. A plébániaházat többször átépítették, valószínűleg már plébánia alapításakor is ez volt a plébános otthona.
1878-ig tartozott az Oszmán Birodalomhoz, ekkor a berlini kongresszus határozata alapján az Osztrák-Magyar Monarchia része lett. 1879-ben az első osztrák-magyar népszámlálás során a Prnjavori járáshoz tartozó településnek 26 háztartása és 229 római katolikus lakosa volt. 1910-ben a Prnjavori járáshoz tartozó településen 55 háztartást, 108 ortodox, 15 muszlim és 258 római katolikus, valamint 1 evangélikus lakost találtak. A monarchia szétesésével 1918-ban előbb a Szerb-Horvát-Szlovén Királyság, majd 1929-től a Jugoszláv Királyság része. 1921-ben a községnek 67 háztartása és 412 lakosa volt. Az 1929-es törvény értelmében, amikor Bosznia-Hercegovinát négy banovinára, Drinskára, Vrbaskára, Zetskára és Primorskára osztották, a település a Vrbaska banovina része lett, amelynek székhelye Banja Luka volt Jugoszlávia megszállása után a Független Horvát Állam (NDH) része lett. A második világháború után a település a szocialista Jugoszláviához tartozott. A daytoni békeszerződést követő területfelosztásnál a település Prnjavor község részeként a Szerb Köztársaság területéhez került.

## Oktatás
„Ivo Andrić” Általános Iskola. A helyiek és a meglévő szűkös források szerint 1950-ig nem működött iskola Kulašiban. A második világháború előtt erről a környékről mindössze négy diák járt az 1910-ben alapított kremnai iskolába. A háború után a helyiek autodidakta módon nevelték az írástudatlanokat. Az első adatok a tanulók és az osztályok számáról csak az 1962/1963-as tanévből származnak, amikor az ötödik osztályig 226 tanuló járt. A kulaši iskola 1966-ban a korábban önálló általános iskolák (Kremna, Prisoje és Popovići) összevonásával központi szerepet kapott, 1972-ben pedig más iskolákkal egyesítették. Az 1973/1974-ös tanévben 518 diák vett részt az itteni oktatásban, és ugyanebben az évben kapta Ivo Andrić szerb íróról a mai nevét is. A 2010/2011-es tanévben 189 diákja, 24 tanára és két hitoktatója volt. 

## Nevezetességei
- A Kulaši fürdő a Prnjavor - Teslić úton, 14 km-re Prnjavortól, a Ljubić-hegység lábánál, az Ukrina folyó szelíd völgyében, a Doboj-Banja Luka vasút mellett, 12 hektáros területen található. Az osztrák-magyar hatóságok Bosznia-Hercegovinába érkezésével először készült el minden természetes forrás leltározása és leírása. Nem sokkal ezután E. Ludwig elvégezte a bosznia-hercegovinai fő források első fizikai-kémiai elemzését. Később F. Katzer eredményeit felhasználva újabb elemzéseket készített, amelyeket a „Bosnia ásványforrásainak ismertetése” című könyvében mutatott be, amelyben a kulaši termálforrást is ismertette. 1936-ban megjelent könyvében Laza Nenadović helyi jelentőségű gyógyfürdőként írta le Kulašit. A második világháború végén a fürdő a prnjavori „Cer” vendéglátóipari vállalathoz került, és a mai napig annak része maradt, mely ma részvénytársaságként működik. A 20. század nyolcvanas éveiben egy új gyógyfürdő épült, gyönyörű kiszolgáló épületekkel, medencékkel és fürdőkádakkal, valamint fizikoterápiás lehetőségekkel. A Kulaši fürdő évszázados hagyománya a kivételesen gyógyító termál-ásványvíz forrásain alapul. A víz bakteriológiailag teljesen tiszta, különlegessége a magas lúgosság alacsony mineralizációval. A fő gyógyhatásai a következő betegségekre hatnak: vese- és húgyúti betegségek, emésztőrendszeri betegségek, magas vérnyomás, cukorbetegség és koleszterinszint, testi sérülések következményei, valamint a bőrbetegségekre, különösen a pikkelysömörre gyakorolt hatása is igazolt. Fontos megemlíteni, hogy Európában mindössze három ilyen tulajdonságú vízforrás található, így a világ ritkaságai közé tartozik.[10]

- Szent Gábriel arkangyal tiszteletére szentelt ortodox temploma

- A Kisboldogasszony tiszteletére szentelt római katolikus plébániatemploma 1973 és 1986 között épült.

- Borovac  - késő középkori temető maradványai a Velika Ukrina jobb partján, a Mrka Rijeka torkolata közelében, néhány fennmaradt stećak sírkővel.[4]

- Gaj – őskőkori település maradványai, melyek a talajerózió következtében nagyrészt elpusztultak. Az itt talált moustérian típusú kőszerszámok a középső paleolítikum utolsó fázisához, a neandervölgyi ősemberhez kötődnek.[4]

- Grdelj - késő középkori temető maradványai 20 db fennmaradt stećak sírkővel.[4]

- Krčevina - őskőkori település maradványai egy alacsony, agyagos dombon, kovakőből készített leletekkel, melyek közelebbi kultúrához tartozása nem volt megállapítható.[4]

- Kulaši őskőkori település maradványai az agyagos talajon, a felszínen talált, kovakőből készített leletekkel, melyek közelebbi kultúrához tartozása nem volt megállapítható.[4]

- Luščić - őskőkori település maradványai az Ukrina feletti alacsony teraszon. A feltárást 1958-59-ben Đ. Janeković és Đ. Basler végezte, majd 1964-ben és 1980-ban Basler folytatta. A lelőhely 250 m2 területre terjed ki. A Luščić lelőhelyen az agyagos talajban 90 cm mélységig terjedő kultúrrétegben számos, depószerűen felhalmozott, megmunkált kovakövet találtak, melyek alapján ez Észak-Bosznia egyik legjeletősebb őskőkori lelőhelye lett. A leletek a paleolitikum korai időszakához tartoznak.[4]

- Mala Gradina - őskőkori település és tumulus maradványai. A hegynyeregben, mely a pliocén korban valószínűleg egy terasz volt, több rétegben paleotitikumi leletek kerültek elő. A lelőhely egy részén a késő bronzkorban nagyméretű tumulust építettek. A paleolitikumi lelőhely érintetlen részén az aurignaci kulúrához tartozó nagyszámú lelet, főként szépn megnumkált, moustérian típusú kőszerszámok kerültek elő.[4]

- Velika Gradina – őskori erődített település maradványai a Velika és a Mala Ukrina összefolyása feletti magaslaton, ahol durva megmunkálású kerámia leletek kerültek elő. Korukat a késő bronzkorra tették.[4]

## Galéria
- Banja Kulaši
- Banja Kulaši
- Banja Kulaši
- Banja Kulaši
- Banja Kulaši
- Banja Kulaši
- Banja Kulaši
- Banja Kulaši
- Banja Kulaši